# 興仁市
興仁市（こうじん-し）は中華人民共和国貴州省黔西南プイ族ミャオ族自治州に位置する県級市。金と石炭を産出する。

## 行政区画
下部に6街道、11鎮、1民族郷を管轄する。
- 街道
  - 東湖街道、城南街道、城北街道、真武山街道、陸官街道、薏品田園街道
- 鎮
  - 坉脚鎮[1][2]、巴鈴鎮、百徳鎮、雨樟鎮、潘家荘鎮、回竜鎮、下山鎮、新竜場鎮、大山鎮、馬馬崖鎮、波陽鎮
- 民族郷
  - 魯礎営回族郷

## 交通

### 道路
- 高速道路
  - S50 恵興高速道路
  - S65 晴興高速道路